# Істрійський звукоряд
Істрійський звукоряд — звукоряд, відомий по народній музиці півострова Істрія і затоки Кварнер в Адріатичному морі. Цей звукоряд використаний в музичних жанрах канат і таранкан'є.  У вокалі використовуються назалізація, варіація та імпровізація, дозвіл в унісон або октаву. Основні музичні інструменти — роженице, волинка, флейта, тамбуриця. Вперше звукоряд описав хорватський композитор Іван Матетич-Роньгов на початку двадцятого століття. Двоголосся на основі істрійського звукоряду ЮНЕСКО віднесено до шедеврів усної та нематеріальної спадщини людства.

## Опис

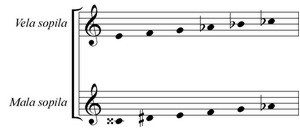
Партія рожениць (сопіле)

Звукоряд нерівномірно темперований, приблизно може бути записаний як гексатоніка E-F-G-A♭-B♭-C♭ (див.: енгармонізм), перші шість ступенів восьмиступенного звукоряду від E. Може також розглядатися як фригійський лад зі зниженою 4-й, 5-й і 6-й ступенями (гептатоніка від E: E-F-G-A♭-B♭-C♭-D). При виконанні використовується двоголосся і фригійська каденція (від E: F і D переходять в D).
Хоча тони помітно відрізняються в різних прикладах і для різних інструментів, звукоряд може розглядатися як похідний від натурального звукоряду: у ньому виділяється від семи до чотирнадцяти обертонів.
У струнному квартеті фа-мінор Гайдна (соч. 20 № 5) можна почути подобу істрійського звукоряду, але без його верхньої ноти. Inventiones ferales (1962) Уроша Крьока також в завуальованій формі використовує цей звукоряд. Ймовірно, звукоряд розглядали Тартіні і Барток. Кароль Пахор у 1950 році створив цикл Istrijanka, що складається з 15 п'єс і заснований на істрійському звукоряді. Також звукоряд ліг в основу Sinfonia da camera in modo istriano (1957) Данило Швари.

## Додаткова література
- Bezić, Jerko. "Yugoslavia, Folk Music: Croatia", New Grove Dictionary 2:594.